# 2024 en Irlande
Chronologie de l'Irlande
- 2020
- 2021
- 2022
- 2023
- 2024
- 2025
- 2026
- 2027
- 2028

Cet article présente les faits marquants de l'année 2024 en Irlande.

## Évènements
- 8 mars : référendums constitutionnels, les électeurs rejettent deux référendums constitutionnels sur la famille et les soins.
- 20 mars : le Premier ministre Leo Varadkar annonce sa démission.
- 9 avril : Simon Harris est désigné Taoiseach (Premier ministre).
- 7 juin : élections européennes.
- 29 novembre : élections législatives anticipées.

## Décès
- 1er janvier : James Herbert Brennan, écrivain Nord-Irlandais